# Tecnocultura

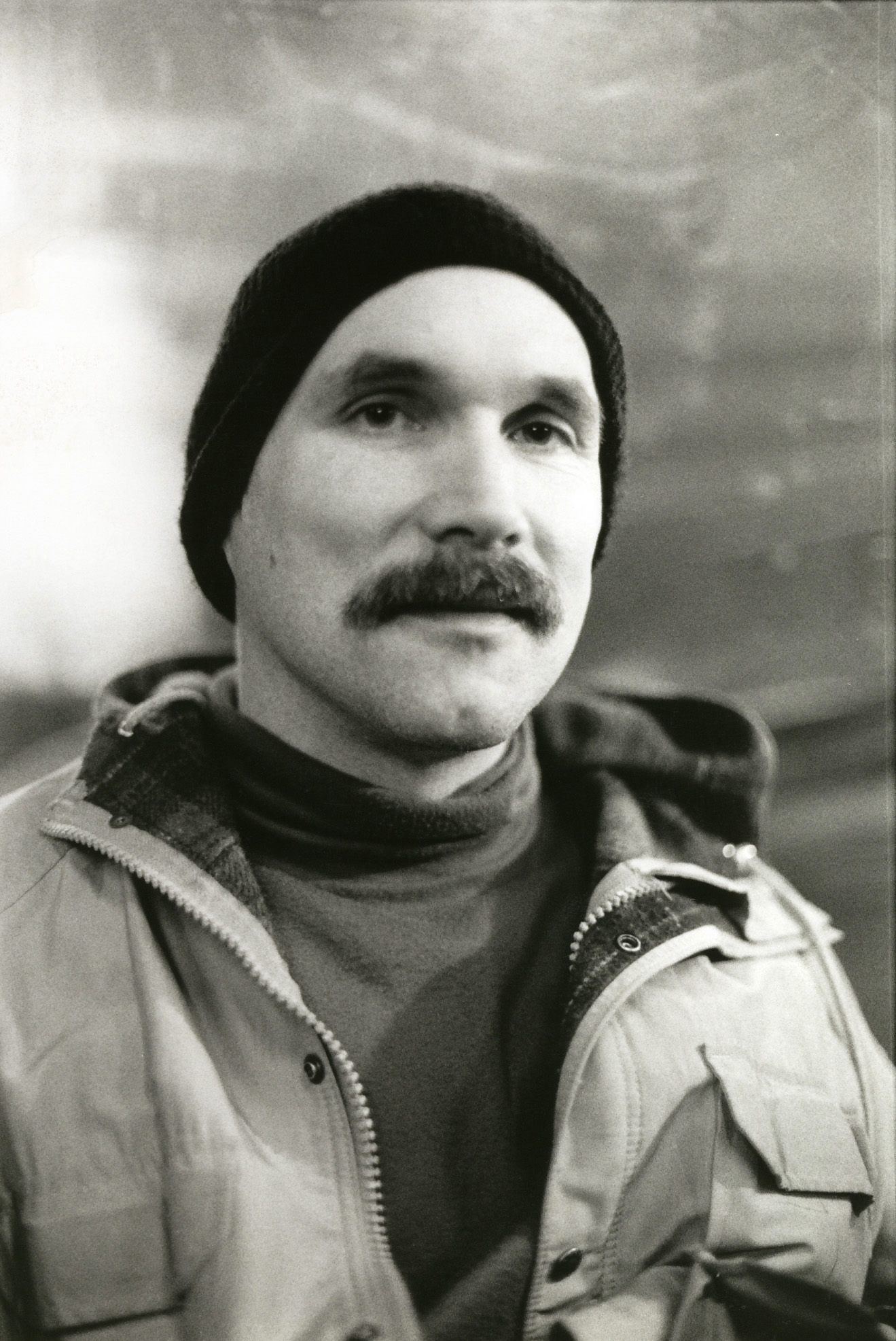
Un notable profesor de Tecnocultura de la UC Davis.

La Tecnocultura  es un neologismo que no se encuentra en los diccionarios estándares, pero es muy utilizado dentro de la comunidad académica, fue popularizado por los editores Constance Penley y Andrew Ross en un libro de ensayos con el mismo nombre. Se refiere a las interacciones entre la política, tecnología y cultura.

## Programas de estudio
La "Tecnocultura" es utilizada como tema de estudio en diversas universidades; por ejemplo la UC Davis tiene un programa de estudios tecnoculturales. En el 2012, este programa se fusionó con el de Estudios de Película para formar el programa de Cine y Tecno-Estudios Culturales (GATOS), pero desde 2013 está siendo revisado para convertirse en Cine y Tecnocultura; la Universidad Occidental de Ontario ofrece un postgrado en Medios de comunicación, Información y Tecnocultura. La UC de Riverside se encuentra en el proceso de creación de un programa en estudios tecnoculturales, y para esto ya ha comenzado a impartir un curso certificado en  "Ciencia Ficción y Estudios Tecnoculturales."
Según su descripción,  el curso de siglas CCT 691 de la Universidad de Georgetown de título  Tecnocultura desde Frankenstein hasta el Cyberpunk, abarca la "recepción social y representación de la tecnología en la literatura y cultura popular de la era Romántica hasta el presente" e incluye "todos los medios de comunicación, incluyendo el cine, la televisión, animación de vídeo y las reciente web 'zines (revistas electrónicas). El curso se centra "principalmente en la cultura americana y la manera en qué las máquinas, los computadores y el cuerpo ha sido imaginado."
El departamento de estudios tecnoculturales de la UC Davis se centra en las aproximaciones transdiciplinarias a las producciones artísticas, culturales y escolares de los medios contemporáneos y artes digitales, producción cultural, medios de comunicación comunitarios, y preocupaciones mutuas entre las artes y las disciplinas científicas y tecnológicas. A diferencia de programas en los cuales se establece la tecnología como la fuerza impulsora,  la antes mencionada universidad lo hace con temas como la poética, estética, historia, política y entorno. En otras palabras, enfatiza la parte de 'cultura' de la Tecnocultura."
El Technocultural estudios el programa Importante es una integración interdisciplinaria de búsqueda actual en teoría e historia culturales con manos innovadoras-encima producción en medios de comunicación digitales y “abajo-tecnología.” Centra en el bueno y artes escénicas, artes de medios de comunicación, medios de comunicación comunitarios, literatura y estudios culturales cuando relacionan a tecnología y ciencia. Respaldado por perspectivas críticas y las formas más tardías de búsqueda y habilidades de producción, el alumnado disfruta la movilidad para explorar expresión y búsqueda individuales, proyecto-colaboración basada y compromiso comunitario.
Los estudios tecnoculturales son un programa de estudios bastante nuevo en la UC Davis y es considerado una división del programa de humanidades, artes y estudios culturales .
- Los programas de Cine y Estudios Tecnoculturales de la UC Davis han sido fusionados para formar el programa de Cine y Tecnocultura.  La facultad ha estado trabajando duro en el desarrollo de este programa, y este ya se encuentra en el proceso de revisión. Los alumnos pertenecientes a los 2 primeros programas podrán continuar en ellos sin problemas hasta completarlos, sin embargo podrán cambiarse al nuevo programa si así lo desean.  La facultad de humanidades de la UC Davis cree que estas adiciones nuevas mejorarán el programa y esperan que su alumnado las aprovechen.

## Revistas
Technoculture: An Online Journal of Technology in Society (ISSN 1938-0526) es una revista independiente, interdisciplinaria,  y revisada por pares anualmente, que publica trabajos críticos y creativos que exploran las maneras en qué la tecnología impacta a la sociedad. Cabe destacar que esta revista utiliza una amplia definición de tecnología. Esta revista fundada por Keith Dorwick y Kevin Moberly, es actualmente editada por Keith Dorwick y es indexada por EBSCO host y la Asociación de Lengua Moderna.

## Personas
Debra Benita Shaw en su libro titulado Technoculture: The Key Concepts, (Tecnocultura: Los Conceptos Claves),  perfila el lugar que ocupa la ciencia y tecnología en la cultura de hoy y explora el poder de ideas científicas, su impacto, cómo se entiende el mundo natural y como los sucesivos desarrollos tecnológicos han influido en nuestras actitudes en el trabajo, arte, lenguaje y el cuerpo humano entre otros."
Clay Shirky escribe, enseña, y realiza consultorías acerca de los efectos sociales y económicos del internet, especializándose en sitios donde las redes sociales y tecnológicas se superponen. Actualmente Clay Shirky trabaja en la facultad de NYU en el Programa de Telecomunicaciones Interactivas, y ha realizado consultorías para Nokia, Procter and Gamble, News Corp., la BBC,  la armada de Estados Unidos y Lego. Es también regularmente charlista en conferencias de tecnología.
Walter Benjamin  en su libro "The Work of Art in the Age of Mechanical Reproduction"  intenta analizar la experiencia cambiada por el arte en la sociedad moderna. Este autor cree que las réplicas de arte carecen de presencia en el tiempo y espacio y por lo tanto no poseen aura. Las obras de arte originales en cambio si poseen esta cualidad la cual consiste en su autoridad,  su lugar en el espacio y tiempo cuándo son creadas, cómo sufre la condición física de estas  y sus cambios de dueños en el tiempo. Una obra de arte original  obtiene su autenticidad a partir de su historia y de lo que ha pasado con ella a través del tiempo.